# Parlamentswahl in Haiti 1984
Die Parlamentswahl in Haiti 1984 wurde am 12. Februar 1984 durchgeführt. Einzige legal existierende Parte war die Parti de l’Unité nationale des Diktators Jean-Claude Duvalier.

## Hintergrund
Als Präsident auf Lebenszeit unternahm der „Baby Doc“ genannte Jean-Claude Duvalier 1983 den Versuch, seine Position gegenüber lauter werdender Kritik in den eigenen Reihen zu festigen, indem er eine neue Verfassung verabschieden ließ. Nach einem Besuch von Papst Johannes Paul II. und wachsendem Druck der Regierung der Vereinigten Staaten unter Ronald Reagan setzte Duvalier auf der Grundlage der neuen Verfassung die Erneuerung des zuletzt im Jahr 1979 gewählten Parlaments für den Jahresanfang 1984 an.
Das Parlament Haitis (Chambre legislative) bestand aus einer Kammer mit 59 Abgeordneten. Es bestand Wahlpflicht für alle Haitianer, die das 18. Lebensjahr erreicht hatten. Die Wählerschaft betrug 5.185.000 Personen. In 59 Wahlkreisen wurden die Abgeordneten nach dem Mehrheitswahlrecht bestimmt. Die Legislaturperiode sollte sechs Jahre umfassen.
309 Kandidaten bewarben sich um die 59 Sitze. Davon gehörten alle bis auf einen der Parti de l’Unité nationale an.

## Ergebnis
Trotz Wahlpflicht lag die Beteiligung an der Wahl bei nur 40 Prozent der registrierten Wähler.
Alle 59 Sitze des Parlaments wurden von Mitgliedern der Parti de l’Unité nationale gewonnen.